# Lukas Zumsteg
Lukas Zumsteg (* 21. Juni 1972 in Sulz) ist ein ehemaliger Schweizer Radrennfahrer und Sportlicher Leiter.

## Sportliche Karriere
Zumsteg machte zum ersten Mal im Jahr 1995 auf sich aufmerksam, als er die Silbermedaille bei den Schweizer Meisterschaften der Amateure errang und das Prologzeitfahren der Ostschweizer Rundfahrt gewann. Er startete als Amateur für die Vereine VMC Gansingen und RV Sulz. 1998 erhielt Zumsteg einen Vertrag beim Schweizer Team Ericsson-Villiger, und zum Jahr 2000 wechselte er zum neugegründeten Phonak Hearing Systems. 1999 gewann er mit dem Grand Prix Fricktal sein erstes Rennen als Profi. Im Mai 2000 sorgte er bei der Berner Rundfahrt für den ersten Sieg von Phonak in einem internationalen Radrennen.
Im zweiten Phonak-Jahr konnte der Schweizer nicht mehr an seine vorherigen Leistungen anknüpfen. Seine besten Resultate in der Saison 2001 waren zweite Plätze bei der Schynberg-Rundfahrt, dem GP de Genève und dem Paarzeitfahren Josef Voegeli Memorial (mit Jean Nuttli). Bei der Tour de Suisse 2001 gewann er die Sprintwertung. Ende 2002 trat Zumsteg vom aktiven Radsport zurück.

## Erfolge
1995
- Schweizer Strassenmeisterschaft der Amateure

2000
- Berner Rundfahrt

2001
- Sprintwertung Tour de Suisse